# Junceella eunicelloides
Junceella eunicelloides är en korallart som beskrevs av Manfred Grasshoff 1999. Junceella eunicelloides ingår i släktet Junceella och familjen Ellisellidae. Inga underarter finns listade i Catalogue of Life.